# 다섯 손가락 (드라마)
《다섯 손가락》은 2012년 8월 18일부터 2012년 11월 25일까지 방영된 SBS 주말 특별기획 드라마이다.

## 기획 의도
천재 피아니스트들의 사랑과 악기를 만드는 그룹의 후계자를 놓고 벌이는 암투 및 복수, 그로 인한 불행과 상처를 극복한 주인공들이 다시 자신의 꿈과 사랑을 찾아가는 드라마

## 방송 시간
| 방송 채널 | 방송 기간                          | 방송 시간              | 방송 분량  |
| --------- | ---------------------------------- | ---------------------- | ---------- |
| SBS       | 2012년 8월 18일 ~ 2012년 10월 28일 | 토, 일 밤 9:50 ~ 11:00 | 1시간 10분 |
| SBS       | 2012년 11월 3일 ~ 2012년 11월 25일 | 토, 일 밤 9:55 ~ 11:15 | 1시간 10분 |

## 등장 인물

### 주요 인물
- 채시라 : 채영랑 역
- 주지훈 : 유지호 역 (아역 : 강이석)
- 지창욱 : 유인하 역 (아역 : 김지훈)
- 진세연 : 홍다미 역 (아역 : 라미)

### 그 외 주변인물
- 조민기 : 유만세 역
- 차화연 : 나계화 역
- 전노민 : 김정욱 역
- 장현성 : 최승재 역
- 이승형 : 오비서 역
- 나문희 : 민반월 역
- 전미선 : 송남주 역
- 정은우 : 홍우진 역 (아역 : 노태엽)
- 오대규 : 홍수표 역
- 정준하 : 루이강 역
- 이해인 : 하소율 역
- 전국환 : 하윤모 역
- 송예주 : 이동희 역
- 한수진 : 신도리 역
- 윤혜경 : 김은우 역
- 강찬양 : 성희 역
- 지영우 : 인하 친구 역
- 홍승범 : 아트홀 이사장 역
- 정승우 : 변호사 역

## 시청률
아래의 파란색 숫자는 '최저 시청률'이고, 빨간색 숫자는 '최고 시청률'입니다. 시청률조사회사와 지역별로 시청률에 차이가 있을 수 있습니다. 
| 2012년      | 2012년      | 2012년         | 2012년       | 2012년         | 2012년       |
| 회차        | 방송일      | TNmS 시청률    | TNmS 시청률  | AGB 시청률     | AGB 시청률   |
| 회차        | 방송일      | 대한민국(전국) | 서울(수도권) | 대한민국(전국) | 서울(수도권) |
| ----------- | ----------- | -------------- | ------------ | -------------- | ------------ |
| 제1회       | 8월 18일    | 12.1%          | 13.4%        | 11.2%          | 12.5%        |
| 제2회       | 8월 19일    | 13.4%          | 16.3%        | 12.7%          | 14.2%        |
| 제3회       | 8월 25일    | 15.0%          | 17.4%        | 14.1%          | 15.3%        |
| 제4회       | 8월 26일    | 13.8%          | 15.7%        | 14.0%          | 14.9%        |
| 제5회       | 9월 1일     | 13.3%          | 15.1%        | 13.7%          | 14.3%        |
| 제6회       | 9월 2일     | 11.3%          | 12.4%        | 11.8%          | 12.8%        |
| 제7회       | 9월 8일     | 10.7%          | 11.6%        | 10.8%          | 11.0%        |
| 제8회       | 9월 9일     | 9.4%           | 10.7%        | 10.5%          | 11.3%        |
| 제9회       | 9월 15일    | 10.1%          | 11.2%        | 10.4%          | 10.5%        |
| 제10회      | 9월 16일    | 9.8%           | 9.7%         | 9.2%           | 9.6%         |
| 제11회      | 9월 22일    | 10.9%          | 11.9%        | 11.7%          | 12.6%        |
| 제12회      | 9월 23일    | 10.5%          | 11.6%        | 10.0%          | 10.2%        |
| 제13회      | 9월 29일    | 10.6%          | 12.2%        | 8.9%           | 9.4%         |
| 제14회      | 9월 29일    | 9.8%           | 10.9%        | 8.5%           | 8.9%         |
| 제15회      | 10월 6일    | 10.1%          | 11.3%        | 10.2%          | 10.5%        |
| 제16회      | 10월 7일    | 9.6%           | 10.9%        | 8.4%           | 8.8%         |
| 제17회      | 10월 13일   | 9.4%           | 10.4%        | 10.1%          | 10.4%        |
| 제18회      | 10월 14일   | 10.1%          | 12.1%        | 9.3%           | 9.4%         |
| 제19회      | 10월 20일   | 10.3%          | 11.4%        | 11.3%          | 12.1%        |
| 제20회      | 10월 21일   | 9.7%           | 10.9%        | 10.8%          | 11.0%        |
| 제21회      | 10월 27일   | 11.9%          | 12.6%        | 11.4%          | 11.9%        |
| 제22회      | 10월 28일   | 11.8%          | 12.7%        | 10.9%          | 11.7%        |
| 제23회      | 11월 3일    | 11.4%          | 12.6%        | 12.6%          | 13.7%        |
| 제24회      | 11월 4일    | 12.6%          | 14.1%        | 13.0%          | 13.2%        |
| 제25회      | 11월 10일   | 13.7%          | 16.0%        | 13.5%          | 14.1%        |
| 제26회      | 11월 11일   | 13.3%          | 14.7%        | 13.5%          | 14.3%        |
| 제27회      | 11월 17일   | 11.8%          | 13.2%        | 12.6%          | 13.0%        |
| 제28회      | 11월 18일   | 11.5%          | 11.9%        | 12.3%          | 12.7%        |
| 제29회      | 11월 24일   | 12.0%          | 12.4%        | 12.5%          | 13.3%        |
| 제30회      | 11월 25일   | 11.3%          | 12.3%        | 11.4%          | 11.6%        |
| 평균 시청률 | 평균 시청률 | 11.4%          | 12.7%        | 11.4%          | 12.0%        |

## 수상
- 2012년 SBS 연기대상 방송 3사 PD가 꼽은 연기상, 10대 스타상 채시라
- 2012년 SBS 연기대상 뉴스타상 정은우

## 경쟁 프로그램
- 대왕의 꿈 (KBS 1TV)
- 메이퀸 (MBC)

## 참고 사항
- 당초 은정이 홍다미 역에 캐스팅되었으나, 티아라 사태로 여론이 악화되자 최종적으로 하차가 결정되었으며 대신에 진세연이가드라마 역할을 맡도록 출연을 투입했다.[3]
- 방영 도중, 인터넷상에 소설 <살인광시곡>(김주연 저, 2009년 출간)과 유사한 대목을 비교해 놓은 한 블로거의 글이 유포되며 표절 논란에 휩싸였다.[4] 소설가 김주연은 9월 17일 표절의혹과 관련해 SBS 우원길 사장에게 서한을 보내 자신의 입장을 전달했다.[5]